# Ki-Jana Hoever
Ki-Jana Delano Hoever (ur. 18 stycznia 2002 w Amsterdamie) – holenderski piłkarz surinamskiego pochodzenia grający na pozycji obrońcy w  klubie AJ Auxerre, do którego jest wypożyczony z Wolverhampton Wanderers F.C..

## Kariera klubowa
| Sezon     | Klub                    | Występy | Gole | Asysty |
| --------- | ----------------------- | ------- | ---- | ------ |
| 2018/2019 | Liverpool U23/Liverpool | 7/1     | 0/0  | 0/0    |
| 2019/2020 | Liverpool U23/Liverpool | 7/3     | 0/1  | 0/0    |
| 2020/2021 | Wolverhampton           | 13      | 0    | 0      |

## Sukcesy
Sukcesy drużynowe:
- EURO U-17 – 1x, z Holandią U-17, 2019 rok
- Superpuchar UEFA – 1x, z Liverpoolem, sezon 2019/2020
- Klubowe Mistrzostwa Świata – 1x, z Liverpoolem, 2020 rok